# ابنگوا
ابنگوا (به اسپانیایی: Abengoa) شرکت چندملیتی و اسپانیایی است، که در حوزه‌های انرژی، مخابرات، حمل‌ونقل و محیط زیست فعالیت می‌کند.
این شرکت در سال ۱۹۴۱ توسط خاویر بنجامیا پوئیج‌سرور و خوزه مانوئل ابوره فرناندز-پاساگوا در شهر سبیا، اسپانیا تأسیس شد.
شرکت ابنگوا یک شرکت فناوری متخصص در توسعه فناوری‌های جدید، در تولید سوخت‌های زیستی و بیوشیمیایی و ترویج پایداری مواد خام می‌باشد. ابنگوا و شرکت‌های تابعه آن در سال ۲۰۱۲ بیش از ۲۶،۵۰۰ نفر را در بیش از ۸۰ کشور جهان در اشتغال داشته‌است.